# Angeli
Arnaldo Angeli Filho, mais conhecido com Angeli, (São Paulo, 31 de agosto de 1956) é um dos mais conhecidos chargistas brasileiros.

## Carreira
Começou a trabalhar aos quatorze anos na revista Senhor, além de colaborar em fanzines. Em 1973 foi contratado pelo jornal Folha de S.Paulo.
Lançou pela Circo Editorial em 1983 a revista "Chiclete com Banana", um sucesso editorial (de uma tiragem inicial de 20,000 exemplares, chegou a atingir 110,000), altamente influente e que contava com a colaboração de nomes como Luiz Gê, Glauco, Roberto Paiva, Glauco Mattoso e Laerte Coutinho. A Chiclete com Banana é considerada até hoje como uma das mais importantes publicações de quadrinhos adultos já editadas no Brasil.
Por 16 anos consecutivos (1997 a 2012),  foi eleito o melhor chargista brasileiro no festival de quadrinhos na premiação HQ Mix,  categoria modificada para “melhor desenhista de humor gráfico”, da qual foi vencedor em 2013. Em 2014, foi homenageado na categoria “ Grande Mestre”.
Em 2005, recebeu a Ordem do Mérito Cultural, sendo nomeado comendador da República pelo Ministério da Cultura Brasileiro (Prêmio).
Angeli já teve suas tiras publicadas na Alemanha, França, Itália, Espanha e Argentina, mas foi no mercado de Portugal que obteve mais destaque, tendo uma compilação de seu trabalho lançada pela editora Devir em 2000, ano em que também viu a estreia de uma série de animação com seus personagens numa coprodução da TV Cultura com a produtora portuguesa Animanostra.
Trabalhou na Rede Globo, como redator do programa infantil TV Colosso (1993-1996). Na TV Cultura, entre 1995 e 2005, fez desenhos de 5 segundos, quando dava intervalos dos filmes da emissora. Desenvolveu alguns quadrinhos animados para a internet e para o Cartoon Network.
Em 2006, produziu e lançou um longa de animação chamado Wood & Stock: Sexo, Orégano e Rock'n'Roll, com o diretor Otto Guerra. Em 2007, Lançamento do curta metragem A Cauda do Dinossauro, filme de Francisco Garcia baseado em texto de Angeli. Em 2008, lançamento do curta metragem Dossiê Rê Bordosa, documentário em animação stop motion com direção de Cesar Cabral. Em 2010, lança o curta metragem Angeli 24 Horas, documentário de Beth Formaggini. Em 2017, pelo Canal Brasil, a série Angeli – The Killer, documentário em animação stop motion com direção de Cesar Cabral e em 2021 o longa-metragem "Bob Cuspe - Nós Não Gostamos de Gente", também dirigido por Cabral.
Durante quase 50 anos de carreira realizou as seguintes exposições: 2018: Quadrinhos no MIS / 2016 - 2017: coletiva itinerante Refugiarte: la crisis de refugiados ilustrada por artistas latinoamericanos, organizada pela UNHCR/ACNUR (Agencia de la ONU para refugiados) e apresentada na Argentina, Chile e Peru. / 2012: individual Ocupação Angeli  - projeto realizado pelo Instituto Itaú Cultural  / 2008: Salão Internacional do Rio de Janeiro (Exposição Retrospectiva 40 anos de carreira) / 2007: RIDEP - International Meeting of Press Cartoonists in France  / 2000: Festival de Bandas Desenhadas de Amadora, Lisboa / Portugal / 1999: Festival Internacional de Quadrinhos de Belo Horizonte  / 1990: Festival Treviso – Exposição comemorativa dos 500 anos da América (ao lado de Robert Crumb, Gilbert Shelton, Carlos Nine e Miguel Paiva) / 1986: Festival de Quadrinhos de Angouléme (França)
No dia 8 de maio de 2016, Angeli anunciou que deixaria a sessão Ilustrada da Folha de S.Paulo após 33 anos de colaboração. Foi um dos 100 artistas mundiais homenageados pelo Google para ter alguns de seus trabalhos expostos nas interfaces do Google para a Internet.
Desde 2012, sua obra está sendo publicada pela editora Cia. das Letras (Todo Bob Cuspe, O Lixo da História, Toda Rê Bordosa).
É um dos idealizadores e editores do projeto Baiacu (2017) em parceria com Laerte, propondo a um grupo de mais de 15 artistas um tema para reflexão e produção. O processo aconteceu em residência no Instituto Casa do Sol - Hilda Hilst. Os trabalhos que nasceram na residência, desdobraram-se em exposição, livro físico e digital.
Em 2022 anunciou a aposentadoria dos quadrinhos, após ser diagnosticado com afasia.

## Personagens
Desde os anos 80, Angeli vêm desenvolvendo uma galeria de personagens, dentre elas:
- o esquerdista anacrônico Meia Oito e Nanico, o seu parceiro homossexual enrustido (mas não muito);
- Rê Bordosa, conhecida como a junkie mais "porralouca" dos anos 1980;
- Luke e Tantra, as adolescentes que só pensam em perder a virgindade;
- Wood & Stock, dois velhos hippies que deixaram seus neurônios na década de 1960;
- os Skrotinhos, a versão underground dos Sobrinhos do Capitão;
- as Skrotinhas, a versão feminina dos Skrotinhos;
- Mara Tara, uma ninfomaníaca;
- Rhalah Rikota, o guru espiritual comedor de discípulas;
- Edi Campana, um voyeur e fetichista de plantão à procura do melhor ângulo feminino;
- o jornalista Benevides Paixão, correspondente de um jornal brasileiro no Paraguai e o único a ter conseguido entrevistar Rê Bordosa;
- Ritchi Pareide, o roqueiro do Leblão;
- Rampal, o paranormal;
- o machão machista Bibelô, o gigolô;
- o egocêntrico Walter Ego;
- Osgarmo, o sujeitinho vapt-vupt;
- Rigapov, o imbecil do Apocalipse;
- Hippo-Glós, o hipocondríaco (inspirado em Cacá Rosset);
- Los Três Amigos;
- Bob Cuspe, o anárquico punk.
- Vudu , um urubu pousado no seu ombro
- Ozzy, personagem criado para o suplemento infantil Folhinha;

Ele próprio também se tornou um personagem, estrelando de início as tiras "Angeli em crise". Outra versão caricata sua é o personagem Angel Villa de Los Três Amigos.

## Obras publicadas
- República Vou Ver (1983)
- Bob Cuspe e Outros Inúteis (1984)
- Rê Bordosa (1984)
- Cenas de Sexo, Drogas e Rock’n’Roll (1984)
- Rê Bordosa, a Morte da Porraloca (1987)
- Mara Tara e Oliveira Junkie e outras histórias (1989)
- FHC, Biografia Não Autorizada (1995)
- O presidente que sabia javanês (parceria com Carlos Heitor Cony, 2000 )
- Os Skrotinhos - A Fome e a Vontade de Comer, Sobras Completas
- Ilustrações para o livro Novas Fábulas Fabulosas e Contos Fabulosos, de Millôr Fernandes (2007)

Coautoria com Laerte e Glauco dos álbuns:
- Los 3 Amigos 1 (1992)
- Los 3 Amigos 2 (1994)
- Seis Mãos Bobas (2000)

Coletâneas publicadas pela Companhia das Letras
- Toda Rê Bordosa (2012)
- O Lixo da História (2013)
- Todo Bob Cuspe (2014)
- Todo Wood & Stock (2019)

Coletâneas publicadas pela Editora Devir
- Wood & Stock - Psicodelia e Colesterol
- Sexo é Uma Coisa Suja
- Luke e Tantra
- Os Skrotinhos
- Os Skrotinhos 2
- Rê Bordosa